# الدوري الإنجليزي لكرة القدم 1927–28
الدوري الإنجليزي لكرة القدم 1927–28 (بالإنجليزية: 1927–28 Football League)‏ هو موسم من دوري كرة القدم الإنجليزي. فاز فيه نادي إيفرتون.